# Aisy Cendré
« Aisy » redirige ici. Pour les autres significations, voir Aisy (homonymie).
Aisy Cendré est une marque commerciale appartenant au groupe Berthaut et apposée sur un fromage au lait pasteurisé de vache. C'est un fromage à pâte molle à croûte lavée recouvert de cendre  fabriqué dans la commune d'Époisses dans le département de la Côte-d'Or en France. Il tire son nom de la commune d'Aisy-sous-Thil ou de celle d'Aisy-sur-Armançon.

## Présentation
C'est un fromage au lait pasteurisé d'un poids moyen de 250 à 300 grammes, d'un diamètre de 110 mm et de 35 mm de haut. Sa pâte est dure avec un léger goût de fumé avec au moins 50 % de matière grasse.
Il est affiné pendant deux semaines avec frottage de la croûte. Il est ensuite roulé dans de la cendre de sarment de vigne ce qui lui donne une couleur grisâtre. Son volume de fabrication était de 7 tonnes en 1991. 

## Galerie

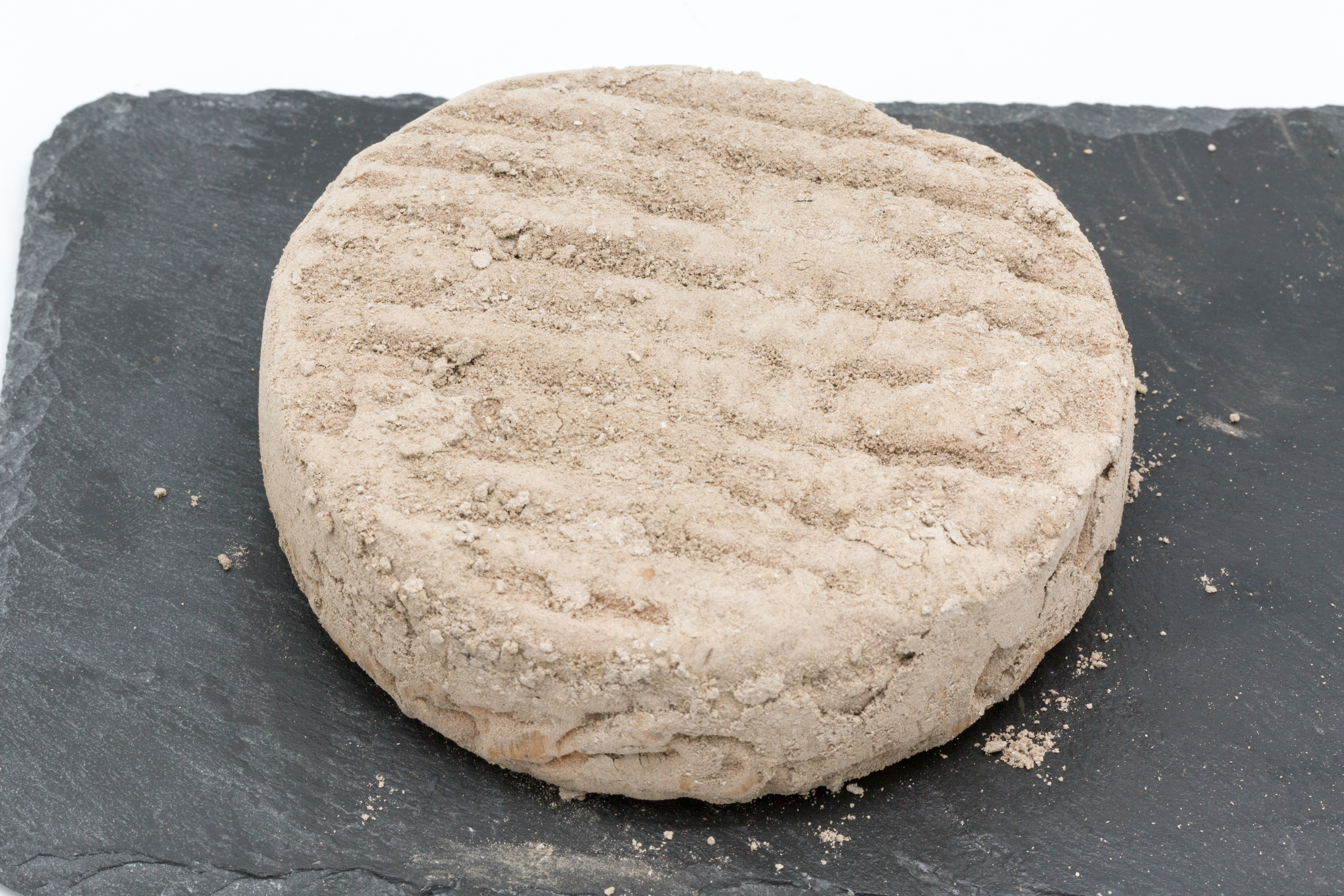
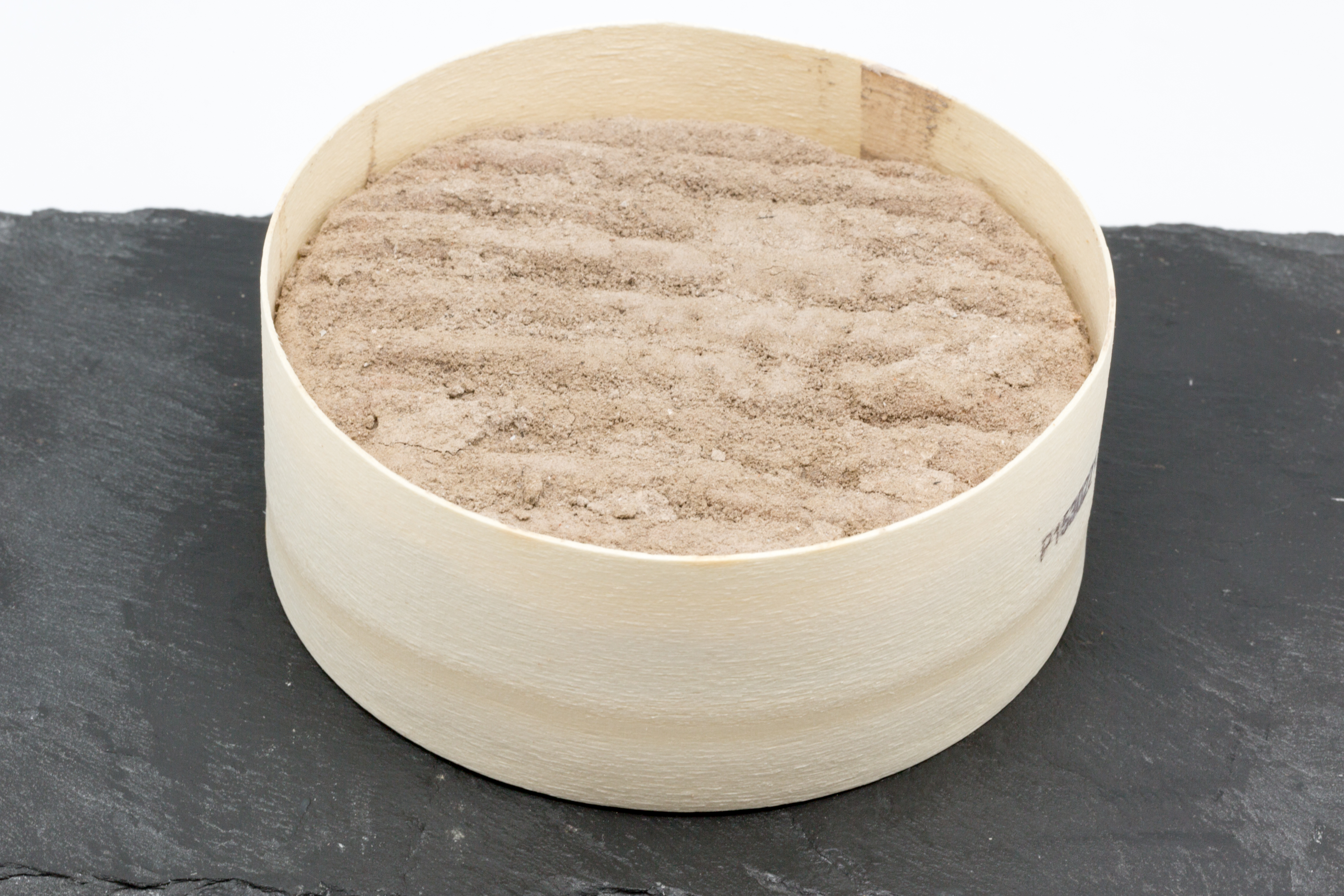
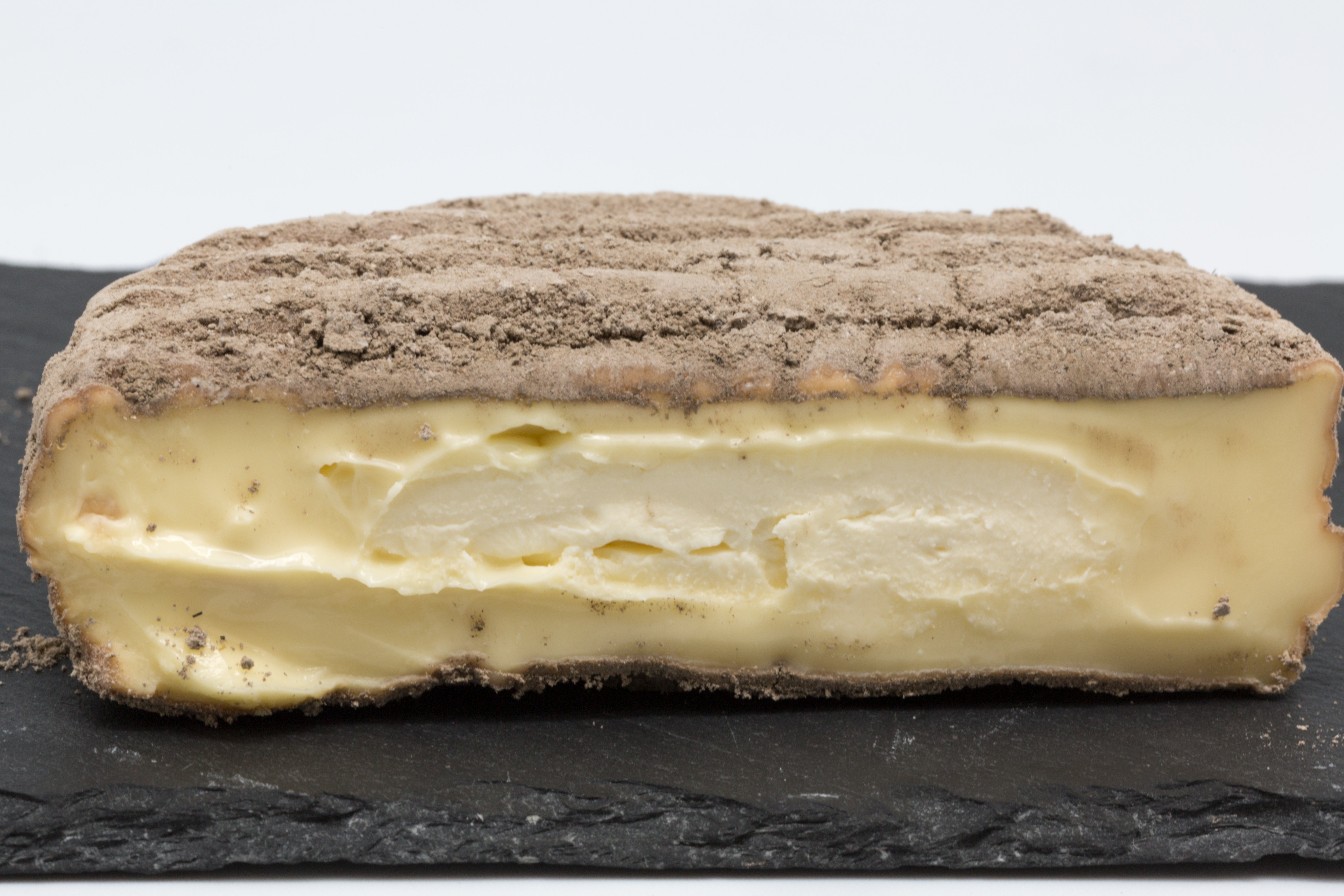
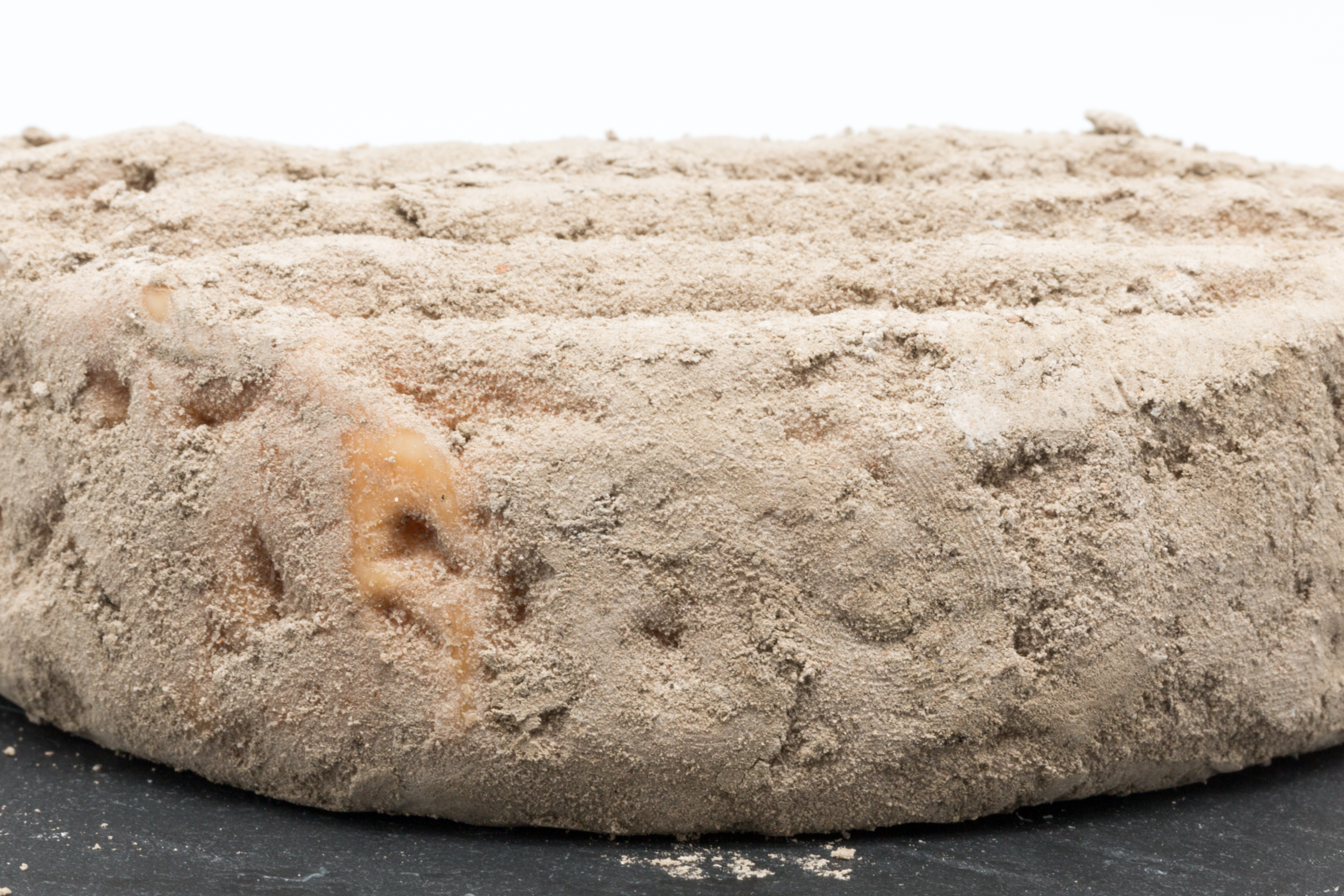